# يوجي ناغاتا
يوجي ناغاتا (永田 裕志 ناغاتا يوجي، ولد في 24 أبريل، 1968)
هو مصارع ياباني محترف. يعرف أكثر من طريقة لعبه كمصارع محبوب يستخدم أساليب المصارعين المكروهين كالغش لكي يربح. وأيضًا من خلال إسلوبه العنيف خلال مبارياته مع خصومه.
ناغاتا هو بطل بطولة آي دبليو جي بي للوزن الثقيل وبطولة زيرو1 العالمية للوزن الثقيل مرتين. يعتبر ناغاتا رابع أطول بطل لبطولة آي دبليو جي حيث حافظ على البطولة لمدة 392 يومًا. كما يعتبر صاحب الرقم القياسي في عدد مرات الدفاع الناجحة عن بطولته لعشر مرات إلى أن قام المصارع هيروشي تاناهاشي بكسر رقمه القياسي في حدث ريسل كنغدوم 6.

## روابط خارجية
- يوجي ناغاتا على موقع IMDb (الإنجليزية)
- يوجي ناغاتا على موقع قاعدة بيانات الفيلم (الإنجليزية)
- يوجي ناغاتا على موقع كينوبويسك (الروسية)
- يوجي ناغاتا على موقع شيردوغ (الإنجليزية)
- يوجي ناغاتا على موقع Tapology.com (الإنجليزية)
- يوجي ناغاتا على موقع قاعدة بيانات المصارعة الدولية (الإنجليزية)
- يوجي ناغاتا على موقع CageMatch worker (الإنجليزية)
- يوجي ناغاتا على موقع قاعدة بيانات المصارعة على الإنترنت (الإنجليزية)
- يوجي ناغاتا على موقع عالم المصارعة على الإنترنت (الإنجليزية)